# Sharip Varaev
Sharip Varaev est un judoka russe né le 13 août 1969 à Grozny. Il est le frère de Bashir Varaev.

## Biographie
Il dispute les Jeux olympiques d'été de 1992 à Barcelone dans la catégorie des moins de 78 kg. Dans cette même catégorie, il est médaillé de bronze européen aux Championnats d'Europe de judo 1992 à Paris.